# Юнг, Джон Радфорд
Джон Радфорд Юнг (англ. John Radford Young; 1799—1885) — английский математик и философ, педагог.

## Биография
Родился в апреле 1799 года в бедной лондонской семье. Занимался самообразованием. В раннем возрасте Юнг познакомился с Олинтусом Грегори, который распознал его математические способности и стал помогать в учёбе. Занимал должность в частном учреждении для глухонемых. В 1823 году опубликовал «An Elementary Treatise on Algebra». Затем он опубликовал ряд других работ. В 1833 году Юнг стал профессором математики в колледже в Белфасте. Юнг был женат. Умер в Лондоне 5 марта 1885 года.

## Труды
Математика не была единственным предметом его интересов. Не менее, чем она, интересовали его богословие и философия, которым он и посвятил некоторые из своих сочинений:
- "Cosmogony" (1863);
- "Modern skepticism" (1865). Первой появившейся в печати статьёй Юнга по математике была помещенная в "Philosophical Magazine" "Development of trigon. funct." (V, 1834). В том же журнале появились затем ещё следующие статьи и мемуары Юнга:
- "Summat. of slowly converg. and diverg. infin. series" (VI и VII, 1835);
- "Determination of X2 in the application of Sturm's theorem" (VII);
- "Theory of vanishing tract." (VIII и IX, 1836);
- "Simple proof of t. law of gravit." (IX);
- "Investig. of formulae for the summat. of cert. intin. series" (X и XI, 1837);
- "Analyt. investig. of Wallace's property of the parabola" (XI);
- "Criteria for the imag. roots of equat." (XXII, XXIII и XXIX, 1843—1846);
- "Fourier's rule" (XXIII);
- "Grave's theory of imag. logarithms" (XXV, 1844);
- "Imag. zeros and conjug. points" (XXVII, 1845);
- "Evaluat. of the sums of neutral series" (там же);
- "Express. of the sum of an infin. geom. series" (XXVIII, 1846);
- "On differentiat. as applied to period. series" (там же);
- "Combinat. of the theorems of Maclaurin and Taylor" (там же);
- "Forms of quadratic moduli" (XXXIII, 1848);
- "Property derivable from t. developem. of a binomial etc." (ib.);
- "Extension of the theorem of Leibnitz, to integrat." (ib.);
- "Remainder of the series in the development of (1 + x)-n etc." (XXXIV, 1849);
- "Express. for the remain. roots of a complete cub. equal." (там же);
- "Decomposition of funct. into conjug. factors" (там же);
- "Improv. in the analysis of equat." (там же);
- "Development of an incommens. tract." (XXXV, 1850);
- "Newton's rule for imagin. roots etc." (XXX, XXXI и XXXII, 1865 и 1866);
- "Evaluat. of vanish. fract." (XXXII).

В других периодических изданиях были помещены следующие статьи Юнга:
- "Curvat. of surfaces" ("Proceedings of the Royal Society of London", IV, 1838);
- "Analysis of numer. equat." (там же, V, 1839);
- "On diverg. infin. series, and on errors etc." ("Proceedings of the Royal Irish Academy", III, 1847);
- "Sum of 8 squares" (там же, IV, 1850);
- "On some general formulae for the solution for algebraical equations of the third degree" (там же, II, 1875—1877).

Юнгу принадлежат также решения многих задач и вопросов на особенные случаи уравнений 2-й, 3-й и 4-й степеней с одним и многими неизвестными, на треугольники, четырёхугольники и многоугольники, на конические сечения в элементарном изложении и на геометрические места. Эти решения помещались им в 1879—1882 гг. в "Educational Times". Сочинениями Юнга, вышедшими в виде отдельных изданий, были:
- "Theory and solution of algebraical equations of the higher orders" 1843 (1 изд., 1835);
- "Course of elem. mathematics" (2-е изд., 640 стр., Лондон, 1862);
- "An Introductory treatise on mensuration" (2 изд., там же, 1864) (1 изд., 1850);
- "Euclid's elements of geometry" (там же, 1870).